# Pancorius crassipes
Pancorius crassipes is een spinnensoort in de taxonomische indeling van de springspinnen (Salticidae).
Het dier behoort tot het geslacht Pancorius. De wetenschappelijke naam van de soort werd voor het eerst geldig gepubliceerd in 1881 door Ferdinand Karsch.